# James Kendrick
James Kendrick es un deportista canadiense que compitió en judo. Ganó dos medallas de bronce en el Campeonato Panamericano de Judo, en los años 1986 y 1994.

## Palmarés internacional
| Campeonato Panamericano | Campeonato Panamericano   | Campeonato Panamericano | Campeonato Panamericano |
| Año                     | Lugar                     | Medalla                 | Categoría               |
| ----------------------- | ------------------------- | ----------------------- | ----------------------- |
| 1986                    | Salinas (Puerto Rico)     | Medalla de bronce       | –95 kg                  |
| 1994                    | Santiago de Chile (Chile) | Medalla de bronce       | +95 kg                  |